# Colombians a Espanya
Els colombians a Espanya es refereix a l'assentament de ciutadans de Colòmbia a Espanya. Segons l'INE (Institut Nacional d'Estadística d'Espanya) el nombre de persones amb nacionalitat colombiana residents en situació regular és de 135.954 en 2016. En 2019 la xifra total era 513.585 colombians i colombiano-espanyols.

## Característiques
En 2016 Espanya és el país d'Europa amb major nombre de residents colombians i el tercer país del món seguit dels Estats Units i Veneçuela amb major nombre de ciutadans de nacionalitat colombiana.
Destacables migracions cap a Espanya, daten des de l'any 1989 a 1995, encara que en xifres molt tímides, en aquest cas, comparades amb la produïda a causa del terratrèmol de l'Eix Cafeter de 1999.
El bon moment econòmic d'Espanya va propiciar la possibilitat de treballar a immigrants sobretot en els sectors de la construcció, agricultors, sector serveis, hostaleria i turisme.
Després de l'any 2008, l'economia espanyola va sofrir una de les seves pitjors crisi, portant amb si, la inestabilitat laboral i la desocupació, generant una notòria disminució de l'emigració colombiana cap a aquest país des de l'any 2010, i un retorn fluid de colombians al seu país d'origen.

### Visat
El desembre de 2015 va començar l'exempció de visa a ciutadans colombians per ingressar a tot l'Espai de Schengen per un termini màxim de 90 dies dins de 180 dies, del qual Espanya n'és Estat membre.

### Comunitats amb major i menor afluència de colombians
Entre 2000 i 2006 les cinc comunitats autònomes amb major presència de persones originàries de Colòmbia van ser Madrid, Catalunya, Andalusia, València i Canàries. El 2008 la comunitat colombiana era la més nombrosa amb relació a la població estrangera a Canàries.

### Perfil laboral
Aquest grup de colombians residents a Espanya, es desemboliquen generalment en labors com ara: operaris de construcció, emprat/as de la llar, agricultors, comerciants, empresaris, estudiants, acadèmics, futbolistes, artistes, metges, odontòlegs.

### Població
L'Institut Nacional d'Estadística xifra en 135.954 els colombians residents a Espanya en el 2016. Les persones nascudes a Colòmbia són, segons el mateix organisme, 354.461, independentment de la seva nacionalitat. Això es deu al fet que el conveni de doble nacionalitat entre tots dos països permet que els immigrants colombians obtinguin la nacionalitat espanyola als 2 anys de residència a Espanya. Aquests immigrants nacionalitzats no compten com a colombians per a les autoritats espanyoles.

## Població colombiana a Espanya
| Gràfica d'evolució de Colombians a Espanya entre 1999 i                                                    |
| |
| Ciutadans amb nacionalitat colombiana a Espanya a 1 de gener de cada any segons el padró continu de l'INE. |

## Distribució
| Comunitat o ciutat autònoma | Població 2020 INE | Població 2010 INE | Població 2000 INE |
| --------------------------- | ----------------- | ----------------- | ----------------- |
| Comunitat de Madrid         | 60.824            | 69.155            | 9.511             |
| Catalunya                   | 47.787            | 48.847            | 3.663             |
| País Valencià               | 41.172            | 43.043            | 2.295             |
| Andalusia                   | 20.965            | 22.492            | 1.556             |
| Illes Canàries              | 16.081            | 20.593            | 1.357             |
| Illes Balears               | 13.174            | 10.224            | 681               |
| País Basc                   | 12.863            | 12.845            | 1.058             |
| Castella - la Manxa         | 11.757            | 12.851            | 607               |
| Castella i Lleó             | 9.601             | 11.353            | 732               |
| Galícia                     | 8.254             | 8.983             | 1.405             |
| Regió de Múrcia             | 7.428             | 7.185             | 436               |
| Aragó                       | 7.268             | 7.894             | 361               |
| Navarra                     | 4.790             | 4.384             | 530               |
| Cantàbria                   | 3.409             | 4.234             | 329               |
| Astúries                    | 3.335             | 3.429             | 269               |
| La Rioja                    | 2.744             | 3.269             | 253               |
| Extremadura                 | 1.555             | 1.765             | 209               |
| Melilla                     | 23                | 64                | 4                 |
| Ceuta                       | 20                | 31                | 0                 |
| Total Espanya               | 273.050           | 292.641           | 25.247            |